# Adam Przeworski
Pour les articles homonymes, voir Przeworski.
Adam Przeworski, né le 5 mai 1940 à Varsovie en Pologne occupée, est un professeur de science politique polonais et américain. Il est l'un des plus importants analystes des sociétés démocratiques et théoriciens de la démocratie et de l'économie politique. Il est professeur à la Wilf Family Department of Politics de l'université de New York.

## Biographie
Né en 1940 à Varsovie en Pologne sous occupation nazie, Adam Przeworski est diplômé de l'université de Varsovie en 1961. Peu après, il s'installe aux États-Unis où il soutient un doctorat à l'université Northwestern en 1966. Il enseigne à l'université de Chicago, où il reçoit la distinction de Martin A. Ryerson Distinguished Service Professor. Il a également enseigné en Inde, au Chili, au Royaume-Uni, en France, en Allemagne, en Espagne et en Suisse. Depuis 1991, il est membre de l'Académie américaine des arts et des sciences et en 2001, il partage le prix Woodrow-Wilson pour le livre Democracy and Development. En 2010, il reçoit le prix Johan-Skytte pour « avoir amélioré les standards scientifiques concernant l'analyse des relations entre démocratie, capitalisme et développement économique. » À ce jour, il a écrit 13 livres et plusieurs articles scientifiques.
Adam Przeworski fut membre du « groupe de Septembre » en marxisme analytique, mais il a quitté ce dernier en 1993.

## Travaux

### Économie et démocratie
Dans Modernization: Theories and Facts et Political Regimes and Economic Growth, Adam Przeworski étudie, avec Fernando Limongi (en) le lien entre les régimes politiques et le développement économique. Dans le premier, il est conclu qu'un meilleur niveau de vie ne rend pas la démocratisation plus probable, mais que si le pays se démocratise, il avait plus de chance de le rester. Cette conclusion est rapidement devenue très influente chez les politologues étudiant l'étude des régimes et ses conclusions sont défendues par d'autres politistes renommés comme Michael Alvarez et José Antonio Cheibub, mais il est critiqué par d'autres comme Carles Boix i Serra et Susan C. Stokes (en). Dans le second, il est conclu que les démocraties et les dictatures sont aussi efficaces pour le développement économique.

### Méthodologie comparative
Dans le texte The Logic of Comparative Social Inquiry, Adam Przeworski, en collaboration avec Henry Teune (de), établit des standards pour les études comparatives en science politique. Les quatre critères proposés sont la précision, la généralisation, la parcimonie et la causalité. Il existe des problèmes reconnus par Adam Przeworski et Henry Teune sur ses critères concernant leur relation inverse. En effet, ils reconnaissent qu'une plus grande précision nécessite des sacrifices sur les possibilités de généralisation ainsi que sur la parcimonie du modèle. Selon eux, une causalité ne peut être établie que dans un cas d'isolation du modèle où deux variables indépendantes n'expliquent pas un même aspect de la variable dépendante.

### Capitalisme et social-démocratie
Dans Capitalism and Social Democracy, Adam Przeworski argumente que les partis socialistes européens durant la première moitié du XXe siècle ont fait face à une séquence de dilemmes électoraux. Le premier dilemme était de participer ou non aux « élections bourgeoises », alors que le suffrage universel progresse en Europe. La question était de savoir si leur participation était bénéfique au socialisme ou contribuait à renforcer l'ordre capitaliste. Selon Adam Przeworski, la plupart des partis socialistes ont décidé de participer aux élections, puisque cela pouvait permettre d'avancer l'intérêt des travailleurs à court terme et de se rapprocher du socialisme.
La décision de participer mena à un autre dilemme. Selon Adam Przeworski, le fait que les travailleurs manuels n'étaient majoritaires dans aucun pays d'Europe, une décision devait être prise sur l'adoption d'un agenda social-démocrate pouvant rallier des supporteurs de la classe moyenne. Un tel compromis a eu des conséquences majeures sur les partis socialistes européens, notamment – mais pas seulement – l’effritement du support de la classe ouvrière, l'abandon de tactiques extra-parlementaires et l'éloignement des politiques socialistes une fois au pouvoir.
Plusieurs critiques ont été formulées sur les analyses d'Adam Przeworski. Premièrement, il a été montré qu'une majorité numérique n'est pas nécessaire pour qu'un parti social-démocrate accède au pouvoir. Deuxièmement, Gøsta Esping-Andersen argumente qu'Adam Przeworski a tort de différencier politiques réformistes et révolutionnaires puisque « nous n'avons pas de critères largement acceptés pour décider quelles actions vont représenter le statu quo et lesquelles vont accélérer la transformation historique ». Gøsta Esping-Anderson suggère que les politiques des partis de gauche devraient être comparées sur la base des conséquences sur l'unité de classe.

## Famille
Son oncle Andrzej Przeworski (pl) (1900-1952) était footballeur, arbitre et sélectionneur. Il fut président de la Fédération polonaise de football de 1949 à 1951.

## Ouvrages
- Adam Przeworski et Henry Teune, The Logic of Comparative Social Inquiry, Wiley, 1970, 153 p.
- Adam Przeworski, Capitalism and Social Democracy, Cambridge University Press, 1985, 280 p. (ISBN 0-521-33656-2).
- Adam Przeworski, Democracy and the Market; Political and Economic Reforms in Eastern Europe and Latin America, Cambridge University Press, 1991, 208 p. (ISBN 0-521-42335-X).
- Adam Przeworski, Michael E. Alvarez, Jose Antonio Cheibub et Fernando Limongi, Democracy and Development; Political Institutions and Well-Being in the World, 1950-1990, Cambridge University Press, 2000, 336 p. (ISBN 0-521-79379-3).
- Adam Przeworski, States and Markets; A Primer in Political Economy, 2003, 236 p. (ISBN 0-521-53524-7).
- Adam Przeworski et José Maria Maravall, Democracy and the Rule of Law, Cambridge University Press, 2003, 334 p. (ISBN 0-521-53266-3).
- Adam Przeworski, Democracy and the Limits of Self-Government, Cambridge University Press, 2010, 200 p.
- Adam Przeworski, Why Bother with Elections ?, Polity Press, 2018, 141 p., version française : Adam Przeworski (trad. Salim Hireche), À quoi bon voter ?, Genève, Markus Haller, coll. « Modus Vivendi », 2019, 251 p. (ISBN 978-2-940427-38-3)